# Digvijaya Singh
Digvijaya Singh (Indore, 28 februari 1947) is een Indiaas politicus en sinds 2014 lid van het Hogerhuis (de Rajya Sabha). Hij is een seniorleider van de  Congrespartij en voormalig secretaris-generaal van het All India Congress Committee van deze partij. Eerder was hij de 14e en 15e premier van de deelstaat Madhya Pradesh in twee termijnen van 1993 tot 2003. Daarvoor was hij tussen 1980 en 1984 minister in het kabinet van premier Arjun Singh.